# Championnat d'Arménie d'échecs
Le premier championnat d'Arménie d'échecs a été disputé en 1934, lorsque l' Arménie faisait partie de la RSFSR de Transcaucasie. Les championnats avaient lieu de façon sporadique en RSS d'Arménie jusqu'en 1945, date à partir de laquelle ils ont été disputés chaque année. Le championnat s'est poursuivi après l'indépendance de l'Arménie. Le tournoi est généralement organisé comme un tournoi toutes rondes regroupant les meilleurs joueurs du pays.

## Vainqueurs du championnat masculin
| #  | Année | Vainqueur[1]                                       |
| -- | ----- | -------------------------------------------------- |
| 1  | 1934  | Genrikh Kasparian                                  |
| 2  | 1938  | Genrikh Kasparian et Alexander Dolukhanian         |
| 3  | 1939  | Alexander Dolukhanian (en)                         |
| 4  | 1941  | Loris Kalashian (en) et Vazgen Karapetian          |
| 5  | 1945  | Alexander Kalantar (en)                            |
| 6  | 1946  | Tigran Petrossian                                  |
| 7  | 1947  | Tigran Petrossian et Genrikh Kasparian             |
| 8  | 1948  | Tigran Petrossian et Genrikh Kasparian             |
| 9  | 1949  | Genrikh Kasparian                                  |
| 10 | 1950  | Genrikh Kasparian                                  |
| 11 | 1951  | Genrikh Kasparian                                  |
| 12 | 1952  | Vladimir Goldin (en)                               |
| 13 | 1953  | Artsrun Sargsian (en)                              |
| 14 | 1954  | Genrikh Kasparian                                  |
| 15 | 1955  | Genrikh Kasparian                                  |
| 16 | 1956  | Genrikh Kasparian                                  |
| 17 | 1957  | Nikolay Miasnikov (en)                             |
| 18 | 1958  | Eduard Mnatsakanian                                |
| 19 | 1959  | Eduard Mnatsakanian                                |
| 20 | 1960  | Eduard Mnatsakanian                                |
| 21 | 1961  | Vanik Zakarian (en) et Artsrun Sargsian            |
| 22 | 1962  | Eduard Mnatsakanian                                |
| 23 | 1963  | Adolph Demirkhanian (en)                           |
| 24 | 1964  | Levon Grigorian                                    |
| 25 | 1965  | Adolph Demirkhanian (en)                           |
| 26 | 1966  | Levon Grigorian                                    |
| 27 | 1967  | Eduard Mnatsakanian                                |
| 28 | 1968  | Levon Grigorian                                    |
| 29 | 1969  | Levon Grigorian et Karen Grigorian                 |
| 30 | 1970  | Karen Grigorian                                    |
| 31 | 1971  | Levon Grigorian                                    |
| 32 | 1972  | Levon Grigorian et Karen Grigorian                 |
| 33 | 1973  | Albert Arutiunov (en)                              |
| 34 | 1974  | Arshak Petrossian                                  |
| 35 | 1975  | Vahagn Voskanian (en)                              |
| 36 | 1976  | Arshak Petrossian, Vanik Zakarian et Gagik Akopian |
| 37 | 1977  | Albert Arutiunov (en)                              |
| 38 | 1978  | Smbat Lputian                                      |
| 39 | 1979  | Slavik Movsisian (en)                              |
| 40 | 1980  | Smbat Lputian                                      |
| 41 | 1981  | Vladimir Shaboian (en) et Karen Movsisian          |
| 42 | 1982  | Hrachik Tavadian (en)                              |
| 43 | 1983  | Ashot Anastasian                                   |
| 44 | 1984  | Vladimir Shaboian (en)                             |
| 45 | 1985  | Ashot Anastasian                                   |
| 46 | 1986  | Ashot Anastasian                                   |
| 47 | 1987  | Ashot Anastasian                                   |
| 48 | 1988  | Ashot Anastasian                                   |
| 49 | 1989  | Armen Ambartsoumian                                |
| 50 | 1990  | Artashes Minassian                                 |
| 51 | 1991  | Sergueï Galdounts (en)                             |
| 52 | 1992  | Ashot Anastasian et Artashes Minassian             |
| 53 | 1993  | Artashes Minassian                                 |
| 54 | 1994  | Ashot Anastasian                                   |
| 55 | 1995  | Artashes Minassian                                 |
| 56 | 1996  | Vladimir Akopian                                   |
| 57 | 1997  | Vladimir Akopian                                   |
| 58 | 1998  | Smbat Lputian                                      |
| 59 | 1999  | Karen Asrian                                       |
| 60 | 2000  | Gabriel Sargissian                                 |
| 61 | 2001  | Smbat Lputian                                      |
| 62 | 2002  | Levon Aronian                                      |
| 63 | 2003  | Gabriel Sargissian                                 |
| 64 | 2004  | Artashes Minassian                                 |
| 65 | 2005  | Ashot Anastasian                                   |
| 66 | 2006  | Artashes Minassian                                 |
| 67 | 2007  | Karen Asrian                                       |
| 68 | 2008  | Karen Asrian                                       |
| 69 | 2009  | Arman Pashikian                                    |
| 70 | 2010  | Avetik Grigorian                                   |
| 71 | 2011  | Robert Hovhannissian                               |
| 72 | 2012  | Tigran L. Petrossian                               |
| 73 | 2013  | Tigran L. Petrossian[2]                            |
| 74 | 2014  | Tigran Kotanian (en)[3]                            |
| 75 | 2015  | Karen H. Grigorian                                 |
| 76 | 2016  | Zaven Andriassian                                  |
| 77 | 2017  | Hovhannes Gabouzian                                |
| 78 | 2018  | Haïk Martirossian                                  |
| 79 | 2019  | Arman Pashikian                                    |
| 80 | 2020  | Samvel Ter-Sahakian[4]                             |
| 81 | 2021  | Hovhannes Gabouzian[5]                             |
| 82 | 2022  | Manuel Petrossian[6]                               |
| 83 | 2023  | Samvel Ter-Sahakian[7]                             |
| 84 | 2024  | Robert Hovhannisyan[8]                             |
| 85 | 2025  | Robert Hovhannisyan[9]                             |

## Vainqueurs du championnat féminin
| #  | Année | Championne                                  |
| -- | ----- | ------------------------------------------- |
| 1  | 1934  | Sirush Makints (en) Margarita Mirza-Avagian |
| 2  | 1939  | Lusik Kalashian (en)                        |
| 3  | 1941  | Silva Karapetian (en)                       |
| 4  | 1949  | Alis Aslanyan (en)                          |
| 5  | 1950  | Rima Manukian (en)                          |
| 6  | 1951  | Marieta Melik-Pashaian (en)                 |
| 7  | 1952  | Marieta Melik-Pashaian (en)                 |
| 8  | 1953  | Nefelina Marjanian (en)                     |
| 9  | 1954  | Nefelina Marjanian (en)                     |
| 10 | 1955  | Rima Manukian (en)                          |
| 11 | 1956  | Marlena Vardanian (en)                      |
| 12 | 1957  | Galina Lyapunova (en)                       |
| 13 | 1958  | Galina Lyapunova (en)                       |
| 14 | 1959  | Galina Lyapunova (en)                       |
| 15 | 1960  | Galina Lyapunova (en)                       |
| 16 | 1961  | Galina Lyapunova (en)                       |
| 17 | 1962  | Marlena Vardanian (en)                      |
| 18 | 1963  | Venera Boiakhchian (en)                     |
| 19 | 1964  | Marlena Vardanian (en) Tamara Boiakhchian   |
| 20 | 1965  | Tamara Boiakhchian (en) Venera Boiakhchian  |
| 21 | 1966  | Tamara Boiakhchian (en)                     |
| 22 | 1967  | Armenuhi Mehrabian (en)                     |
| 23 | 1968  | Tamara Boiakhchian (en) Venera Boiakhchian  |
| 24 | 1969  | Tamara Boiakhchian (en)                     |
| 25 | 1970  | Naira Agababean                             |
| 26 | 1971  | Tamara Boiakhchian (en)                     |
| 27 | 1972  | Tamara Boiakhchian (en) Anna Hakobian       |
| 28 | 1973  | Vera Ghazarian (en)                         |
| 29 | 1974  | Vera Ghazarian (en)                         |
| 30 | 1975  | Erna Khalafian (en)                         |
| 31 | 1976  | Anna Hakobian                               |
| 32 | 1977  | Hasmik Babaian (en)                         |
| 33 | 1978  | Anna Hakobian                               |
| 34 | 1979  | Erna Khalafian (en)                         |
| 35 | 1980  | Meri Mangrian (en)                          |
| 36 | 1981  | Erna Khalafian (en)                         |
| 37 | 1982  | Meri Mangrian (en)                          |
| 38 | 1983  | Erna Khalafian (en)                         |
| 39 | 1984  | Ludmila Aslanian (en)                       |
| 40 | 1985  | Nune Abrahamian (en)                        |
| 41 | 1986  | Ludmila Aslanian (en)                       |
| 42 | 1987  | Ludmila Aslanian (en)                       |
| 43 | 1988  | Erna Khalafian (en)                         |
| 44 | 1989  | Erna Khalafian (en)                         |
| 45 | 1990  | Erna Khalafian (en)                         |
| 46 | 1991  | Ludmila Aslanian (en)                       |
| 47 | 1992  | Ludmila Aslanian (en)                       |
| 48 | 1993  | Elina Danielian                             |
| 49 | 1994  | Elina Danielian                             |
| 50 | 1995  | Lilit Mkrtchian                             |
| 51 | 1996  | Gohar Hlghatian (en)                        |
| 52 | 1997  | Gohar Hlghatian (en)                        |
| 53 | 1998  | Lilit Mkrtchian                             |
| 54 | 1999  | Elina Danielian                             |
| 55 | 2000  | Lilit Mkrtchian                             |
| 56 | 2001  | Gohar Hlghatian (en)                        |
| 57 | 2002  | Elina Danielian                             |
| 58 | 2003  | Elina Danielian                             |
| 59 | 2004  | Elina Danielian                             |
| 60 | 2005  | Lilit Mkrtchian                             |
| 61 | 2006  | Siranush Andriasian                         |
| 62 | 2007  | Siranush Andriasian                         |
| 63 | 2008  | Lilit Galojan                               |
| 64 | 2009  | Lilit Galojan                               |
| 65 | 2010  | Anahit Kharatyan (en)                       |
| 66 | 2011  | Siranush Andriasian                         |
| 67 | 2012  | Maria Kursova[10]                           |
| 68 | 2013  | Anna Hairapetian (en)[11]                   |
| 69 | 2014  | Shushanna Sargsyan (en)[12]                 |
| 70 | 2015  | Susanna Gaboyan                             |
| 71 | 2016  | Maria Gevorgyan                             |
| 72 | 2017  | Maria Gevorgyan                             |
| 73 | 2018  | Maria Kursova                               |
| 74 | 2019  | Maria Gevorgyan                             |
| 75 | 2020  | Maria Gevorgyan[4]                          |
| 76 | 2021  | Susanna Gaboyan[5]                          |
| 77 | 2022  | Mariam Mkrtchyan[6]                         |
| 78 | 2023  | Maria Gevorgyan[7]                          |
| 79 | 2024  | Susanna Gaboyan[8]                          |
| 80 | 2025  | Susanna Gaboyan[9]                          |